# لا تكامل إيجابي
نظرية اللا تكامل الإيجابي لعالم النفس كازيميرز دابروفسكي، هي نظرية في تطوّر الشخصية. خلافاً للآراء الشائعة في علم النفس، يقترح الهيكل النظري لدابروفسكي أن التوتر النفسي والقلق ضروريان للنمو. بالتالي، يُنظر إلى هذه العمليات غير التكامليّة على أنها «إيجابية»، بينما أولئك الذين يفشلون في تجربة اللا تكامل الإيجابي قد يُمضون بقية حياتهم فيما يُسمّى بالتكامل الأولي، تنقصهم الفرديّة الحقّة. يلزم التقدّم نحو اللا تكامل وإلى المستويات الأعلى من النموّ وجودُ الفرصة أو الإمكانيّة النَمائيّة، بما في ذلك الإثارة الزائدة، وردّات فعلٍ فوق متوسّطة للمحفّزات.
خلافاً لبعض نظريات النموّ النفسي الأخرى كنظرية مراحل النموّ لإيريكسون، فنظرية دابروفسكي لا تفترض أن غالبية الناس يمرّون بجميع المستويات؛ بل إن النظرية هذه لا تأخذ بفكرة المراحل، والمستويات فيها لا تتناسب طرداً مع السِنّ.

## نظرية دابروفسكي
كازيميرز دابروفسكي (1902 - 1980)، طبيب نفسي ونفساني بولندي، طوّر نظرية اللا تكامل الإيجابي، ونشر كتابه الذي يحمل الاسم نفسه في العام 1964. تركت تربيتُه الكاثوليكية أعظمَ الأثرِ فيه، وألهمت لديه أنّ البعض يقدّمون التضحية الشخصية والبعض الآخر يمرّون بالعذاب الأبدي. تابع تحليل ودراسة فِعل إيذاء الذات طوال حياته، ونتج عن ذلك كتابه الشبيه بالسيرة الذاتية «الأساس النفسي لتشويه الذات» في العام 1937. اعتقد جازماً أنّ الحلّ في علاج الأمراض العقلية يكمن في المعاناة الشخصية الشديدة، ولهذا خصّ بالذكر المعاناة الناجمة عن تعذيب الذات كمسارٍ ضروري في النمو الذاتي.
أكّدت نظرية دابروفسكي لنموّ الذات على عدّة عوامل رئيسية تضمنت ما يلي:
1. الشخصية ليست مُعطىً ذا خصيصةٍ مشتركةٍ لدى جميع البشر بل هي شيءٌ يخلقه ويصوغه الأفراد ليعكس شخصياتهم المتفرّدة.
2. تتطوّر الشخصية كنتيجة للإمكانيات النمائيّة (الإثارة الزائدة والعامل المستقل)، وليس لدى الجميع هذه الإمكانيات النمائية الكافية ليخلقوا شخصياتهم الفريدة.
3. تُمثّل الإمكانية النمائية في المجتمع بمنحنىً جرسيّ. استخدم دابروفسكي مقاربةً ذات عدة مستويات لوصف طيف مستويات النموّ التي توجد في المجتمع.
4. تخلق الإمكانيات النمائية أزماتٍ تتّسم بقلق حادّ واكتئاب -عُصاب نفسيّ-  تسرّع من اللا تكامُل.
5. لكي تنمو الشخصية، يجب على التكامُل الأولي المبني على الغريزة والتنشئة الاجتماعية أن يتفكّك، في عمليةٍ أسماها دابروفسكي باللا تكامُل الإيجابي.
6. لا بُد من تطوير بُنية من القيم الشخصية -ردات الفعل العاطفية- لأنها عنصرٌ جوهريّ في نموّ شخصية الفرد واستقلاله، ولهذا، وخلافاً لمُعظم نظريات علم النفس، تؤدّي المشاعر هنا دوراً مُهمّاً.
7. تقودُ ردات الفعل العاطفية/الانفعاليّة الفرد في خلقِ مثله الأعلى في الشخصية، وهو معيارٌ يعمل كهدفٍ لنموّ الفرد.
8. على الفرد أن يسبرَ أغوارَ جوهره لاتخاذ قراراتٍ وجوديّة تعزّز جوانب هذا الجوهر التي تسمو لأعلى، أو التي «تشبه شخصيتي» وللحدّ من الجوانب الدُنيا أو التي «لا تشبه شخصيتي»، وفقاً لمَثَل شخصيّته الأعلى.
9. عنصران رئيسيان في نموّ الفرد هما: التثقيف الذاتي والعلاج النفسي الذاتي.

## تطبيقات النظرية

### العلاج
تنطبق نظرية اللا تكامل الإيجابي على نطاق واسع جداً يشمل اختصاصاتٍ مختلفة. ينطبق أحد أهمّ هذه التطبيقات على التشخيص والعلاج النفساني والطبي النفسي. نادى دابروفسكي بتشخيصٍ شاملٍ، متعدد المستويات لحالة الشخص، بما فيها الأعراض والإمكانيات النمائيّة.

### الأعراض والإمكانيات النمائية
عندما يظهر اللا تكامل منسجماً مع السياق النمائي، يجب حينها تثقيف الشخص بخصوص النظرية وتشجيعه على اتخاذ نظرة نمائية نحو وضعه وخبراته. بدلاً من إزالة الأعراض، يجب إعادة هيكلتها ووضعها ضمن سياقٍ يؤدي لفهم حياة الفرد ووضعه الخاص.

### أهمية السرديات
وضّح دابروفسكي نظريته من خلال قصص السير الذاتية لأولئك الذين مرّوا بتجربة اللا تكامل الإيجابي. يمرّ كلٌّ مِن الطفل الموهوب، والمراهق الميّال للانتحار، والفنان المضطرب بتجربة اللا تكامل الإيجابي، وإذا ما تصالحوا مع وفهموا معنى هذه الأحاسيس والأزمات الحادّة، سيكون باستطاعتهم المضيّ قُدماً وتجاوز الانهيار النفسي. يساعد إتمام كتابةٍ شاملةٍ عن قصّة حياة أحدهم بنفسه الفرد على اكتساب نظرةٍ أشمل على ماضيه وحاضره، وهو عنصرٌ جوهري في عملية العلاج النفسي الذاتي. ههنا يلعب المعالج دوراً هامشياً كمحفّز أوّلي فقط.

### العلاج النفسي الذاتي
بالنسبة لدابروفسكي، فدور العلاج هو المساعدة على إلغاء دور المعالج، من خلال تقديم سياقٍ يفهم الفردُ من خلاله ذاته ويساعد نفسَه بنفسه. يُشَجع الفرد على الانطلاق في رحلة اكتشاف الذات بالتأكيد على إيجاد ما هو سامٍ وما هو أدنى في بُنية قيَم شخصيّته. يتمّ تسليط الضوء على الفروق بين القيم والسلوكيات. يُدعى هذا الأسلوب: العلاج النفسي الذاتي، لأنّ الفرد يجب أن يلعب دوراً في سيرورة العلاج وعملية نموّ الشخصية.

### الإثارة الزائدة
شجّع دابروفسكي الأفراد على ملاحظة ردات فعلهم (الإثارة الزائدة) ونظرتهم الظاهراتيّة للعالم في سياق إمكانياتهم النمائيّة. تجربة المرور بالأزمات وردّ الفعل عليها هي جانبٌ مهمّ من هذا الأسلوب، الذي يدفع الأفراد ليواجهوا الأزمات الشخصية (من قلق واكتئاب) بموقفٍ إيجابي يساعد في تطورهم النمائي. في هذا الصدد، يذكّر دابروفسكي مرضاه أنّه دون وجود اضطرابٍ داخليّ، فلن يوجد محفّز كافٍ للتغيير أو النموّ. طبعاً هذا أسلوب فريدٌ في عالم اليوم الساعي إلى التخلّص الفوري من التجارب النفسية غير المحبّبة.

### التعليم
افترض دابروفسكي أنّ الطلاب يُظهرون الإثارة الزائدة بشكلٍ غير متكافئ ولهذا فهم معرّضون لعملية اللا تكامل.
دابروفسكي والفرد الموهوب
في ملحقٍ لكتابه (1967) نشر دابروفسكي نتائج دراساتٍ أجراها في العام 1962 على شباب موهوبين من بولندا، «مجموعة من الأطفال والشباب الموهوبين تراوحت أعمارهم بين 8 سنوات و23 سنة». من بين الـ 80 فرداً الذين تمّت دراستُهم، 30 كانوا «موهوبين فكرياً»، و50 منهم كانوا من مدارس المسرح، والباليه، والفنون. اكتشف دابروفسكي أن جميع أفراد المجموعة أظهروا أعراض الإثارة الزائدة، «التي شكّلت أساس ظهور العُصاب النفسي.» تساءل دابروفسكي عن سبب وجود هذه الأعراض لدى هؤلاء، وأجاب بأنّه لوجود الإثارة الزائدة لديهم.
أثبتت الأبحاث اللاحقة وجود هذا التلازم بين الإثارة الزائدة والموهبة (أبحاث: ليزي وبيكوسكي 1983، بيكوسكي 1986، بيكوسكي وميللر 1995). كانت رسالة دابروفسكي الأساسية هي أنّ الموهوبين سيظهر لديهم بشكلٍ غير متناسب هذه العملية من اللا تكامل الإيجابي ونموّ الشخصية.

### عوائق أمام النظرية
واجه دابروفسكي وعمله العديد من العوائق. على المستوى الشخصي، تأثر شديداً بالحربَين العالميّتين. عارض عملُه المعرفة السائدة لنظريات علم النفس الإنسانيّة التي كانت تروّج للنموّ الفردي في الأجواء السياسية لبولندا في الخمسينيات والستينيات من القرن الماضي. كما اعترضت دابروفسكي معضلة اللغة، فهو كان يكتب بالبولونية ويترجم أعماله إلى الفرنسية والإسبانية. أما الإنجليزية فقد تعلمها متأخراً وربما كانت الأصعب عليه من بين اللغات في اقتناص ظلال معاني أفكاره التي أراد توصيلها.
منذ الثمانينات من القرن العشرين، وُجدَ طلب ضئيلٌ ولكن غير منقطع لأعمال دابروفسكي. تطوّر هذا الطلب على أعماله خصوصاً في أمريكا حيث طبّق مايكل بيكوفسكي نظرة دابروفسكي بخصوص الأفراد الموهوبين تعليمياً.
يواجه القارئ الذي يسعى للحصول على أعمال دابروفسكي مشكلةَ شُحّ المصادر، وخصوصاً الإنجليزية، إذ نفدت طبعات أعماله وأصبحت نادرةً وغير متداولة.
يوجد لدابروفسكي باللغة البولندية 20 كتاباً تناقش النظرية، العلاج النفسي، التربية، والفلسفة.